# Il tagliaerbe
Il tagliaerbe (The Lawnmower Man) è un film del 1992 diretto da Brett Leonard e interpretato da Jeff Fahey e Pierce Brosnan.
Trae vaga ispirazione da un racconto omonimo di Stephen King, anche se quest'ultimo intentò una causa per essere rimosso dai crediti, visto che il tema trattato era completamente differente. Il film tratta il tema della realtà virtuale.
Nel 1996 ne uscì il seguito Il tagliaerbe 2 - The Cyberspace (Lawnmower Man 2: Beyond Cyberspace), diretto da Farhad Mann.

## Trama
Il dottor Lawrence Angelo è impegnato per la Virtual Space Industries nel "Progetto 5", una serie di esperimenti per aumentare le capacità cerebrali tramite l'uso di droghe neurotrope ed immersioni nella realtà virtuale. Dopo la morte dello scimpanzé Roscoe 1138, che aveva manifestato istinti violenti durante la sperimentazione del progetto, Angelo è costretto a prendersi una vacanza. La frustrazione per l'esperimento fallito lo rende ancora più dipendente dalla sua passione per la realtà virtuale, al punto da suscitare il malcontento di sua moglie Caroline che, trascurata da lui, lo lascia.
Messo sotto pressione, decide di sperimentare le sue nuove tecniche su Jobe Smith, un giardiniere con disabilità intellettiva che abita nel suo quartiere e che subisce continui insulti, soprusi e violenze da parte di alcune persone. Tra esse vi sono il prete Francis McKeen, che adottò Jobe da piccolo e che, dopo averlo visto crescere, non è più capace di sopportare i problemi del giardiniere e controllare i propri istinti nel punirlo, il muratore Harold Parkette, padre del suo piccolo amico Peter, ritenuto dalla moglie meno attraente del dottor Angelo e che per sfogare le sue frustrazioni personali malmena la sua famiglia, ed il benzinaio Jake Simpson, che nonostante insulta il giardiniere di continuo è paradossalmente invidioso del bell'aspetto di Jobe.
Grazie all'esperimento, Jobe aumenta il proprio quoziente intellettivo giorno dopo giorno, diventa un campione nei videogiochi, sviluppa un'elevata capacità di apprendimento al punto da imparare il latino in due ore ed acquista perfino nuovi poteri come telepatia e telecinesi. Per continuare la sperimentazione, Angelo necessita dell'appoggio finanziario dei suoi superiori, i quali però non hanno i suoi obbiettivi di pura ricerca, il "Progetto 5" è stato infatti ideato per scopi militari. Unitamente ai poteri di Jobe, aumenta così anche la sua aggressività. Jobe diventa allora un autentico genio del male dai poteri elevatissimi, che decide di sistemare i conti con coloro che in passato hanno abusato della sua innocenza.
Inizialmente rende involontariamente pazza la sua fidanzata Marnie Burke, durante un tentativo di amplesso nella realtà virtuale. Poi uccide Padre McKeen e Harold Parkette, bruciando vivo il primo e facendo a pezzi il secondo con la sua falciatrice. Infine produce in Jake una disabilità intellettiva "entrando" nel suo cervello e compromettendone le capacità. L'acquisizione oltre ogni limite di poteri psichici genera una sensazione di onnipotenza in Jobe, che intende controllare tutte le reti mondiali e governare il globo terrestre. Dopo aver fermato e legato Angelo che cercava di farlo ragionare, Jobe sfugge a due guardie della Virtual Space Industries, disintegrandole, poi si dirige verso il laboratorio della VSI distruggendo ogni persona e cosa sulla sua strada, per assumere il controllo di tutte le reti di comunicazione mondiali sotto forma di "pura energia".
Angelo riesce a liberarsi e raggiunge il giardiniere nella sala di sperimentazione della realtà virtuale, dove trova solo il cadavere di Jobe, che ha abbandonato la sua forma umana ed è diventato un vero e proprio programma all'interno del mainframe, con limitati poteri verso l'esterno. Angelo riesce a intrappolare Jobe nel sistema, avendo criptato le porte verso il mondo esterno e, dopo un breve dialogo, scappa dal laboratorio, che a breve salterà in aria, in seguito alla detonazione di alcune bombe innescate dallo scienziato. Proprio durante l'esplosione Jobe trova però un'uscita libera, con cui raggiungere le reti mondiali. Quando la situazione si è apparentemente calmata, Angelo, Peter e sua madre stanno per partire per delle vacanze, quando sentono il loro telefono squillare, seguito da tutti quelli del vicinato e del resto del mondo.

## Produzione
La sceneggiatura originale fu scritta dal regista e dalla moglie e produttrice Gimel Everett, e il film doveva intitolarsi Cyber God, senza riferimenti ad opere di Stephen King. La casa di distribuzione New Line Cinema decise però di combinare la trama di Cyber God con elementi di un'opera minore di King, appunto Il tagliaerbe. Inoltre un tentativo di adattare il racconto ci fu già nel 1987, con un cortometraggio diretto da Jim Gonis e più fedele all'opera originale.
Gli otto minuti di effetti speciali furono disegnati in otto mesi da sette persone, con un budget di 500.000 dollari, e per il film fu appositamente costruito un tagliaerbe teleguidato. I capelli di Jobe dovevano essere rossi, ma la tinta non sembrava realistica sui capelli di Jeff Fahey.

## Accoglienza
Alla sua prima uscita negli Stati Uniti, il film debuttò al secondo posto al botteghino, ma venne accolto da recensioni generalmente negative, registrando un 38% di gradimento su Rotten Tomatoes basato su 42 recensioni professionali.

## Videogiochi
A meno di un anno di distanza dall'uscita al cinema, uscì il videogioco The Lawnmower Man, un videogioco d'azione pubblicato dalla Coconuts Japan per Sega Genesis, Mega Drive, Sega CD, PC, Game Boy e Super Nintendo. Il videogioco è basato sulla storia del film. Il giocatore potrà scegliere di controllare il personaggio del Dr. Angelo o quello di Carla Parkette, madre del migliore amico di Jobe nel film. Il videogioco alterna livelli strutturati come uno sparatutto a scorrimento orizzontale, ad altri di simulazione virtuale, dentro il modulo di realtà virtuale nella sua missione di fermare Jobe (il tagliaerbe). Al film è ispirato anche il gioco Cyberwar del 1994.